# Veliki Otok (Słowenia)
Veliki Otok – wieś w Słowenii, w gminie Postojna. W 2018 roku liczyła 164 mieszkańców.